# Liste der Monuments historiques in Mogneneins
Die Liste der Monuments historiques in Mogneneins führt die Monuments historiques in der französischen Gemeinde Mogneneins auf.

## Liste der Bauwerke
| Bezeichnung | Beschreibung         | Standort | Kennzeichnung | Schutzstatus | Datum | Bild           |
| ----------- | -------------------- | -------- | ------------- | ------------ | ----- | -------------- |
| Calvaire    | Datierung unbestimmt | (Lage)   | PA00116610    | Inscrit      | 1991  | weitere Bilder |

## Liste der Objekte
- Monuments historiques (Objekte) in Mogneneins in der Base Palissy des französischen Kultusministeriums